# Artsimovich (Mondkrater)
Artsimovich ist ein kleiner Einschlagkrater im westlichen Mare Imbrium. Der kreisförmige Krater bildet eine tassenförmige Aushöhlung in der Oberfläche des Mare. Seine Nachbarn sind im Osten Diophantus und Delisle im Nordosten. Ca. 20 Kilometer nordnordöstlich liegt der winzige Krater Fedorov.
Artsimovich war als 'Diophantus A' bekannt, ehe er 1973 von der IAU seinen eigenen Namen bekam.
Er ist nach dem sowjetischen Physiker Lew Andrejewitsch Arzimowitsch benannt.